# Клајнбокедра
Клајнбокедра (њем. Kleinbockedra) општина је у њемачкој савезној држави Тирингија. Једно је од 93 општинска средишта округа Зале-Холцланд. Према процјени из 2010. у општини је живјело 39 становника. Посједује регионалну шифру (AGS) 16074046.

## Географски и демографски подаци
Клајнбокедра се налази у савезној држави Тирингија у округу Зале-Холцланд. Општина се налази на надморској висини од 280 метара. Површина општине износи 2,8 km². У самом мјесту је, према процјени из 2010. године, живјело 39 становника. Просјечна густина становништва износи 14 становника/km².

## Међународна сарадња
| Мјесто | Држава    | Врста сарадње | Од    |
| ------ | --------- | ------------- | ----- |
| Тахов  | Чешка     | партнерство   | 1976. |
|        | Француска | контакт       | 2000. |
| Извор  |           |               |       |